# Ōita-Autobahn
Die Ōita-Autobahn (jap. 大分自動車道, Ōita Jidōshadō) ist eine 104,7 km lange Autobahn im Nordosten der japanischen Insel Kyūshū. Sie beginnt am Autobahnkreuz Tosu im äußersten Osten der Präfektur Saga und endet am Autobahndreieck Hiji in der Nähe der Stadt Beppu. Sie bildet das östliche Teilstück der E34.
Die Ōita-Autobahn wird vom westjapanischen Autobahnbetreiber NEXCO Nishi-Nihon (West Nippon Expressway co. , Ltd.) betrieben und ist als „Nationale Hauptstrecke“ (Kokkandō, kurz für 国土開発幹線自動車道, kokudo kaihatsu kansen jidōshadō) klassifiziert. Als E34 bildet sie zusammen mit ihrem als Nagasaki-Autobahn bezeichneten westlichen Gegenstück die wichtigste Ost-West-Achse im Straßennetz Kyūshūs. Sie wurde von 1987 bis 1996 gebaut.
Bis 2018 endete die Ōita-Autobahn nicht am Dreieck Hiji, sondern an der Anschlussstelle Ōita-Mera. Dieser Abschnitt überschneidete sich mit der Trasse der Higashi-Kyūshū-Autobahn von Kitakyūshū über Ōita nach Miyazaki. Daher wurde dieser Abschnitt gänzlich der Higashi-Kyūshū-Autobahn zugeschlagen, sodass die Ōita-Autobahn nun nicht mehr in der Stadt Ōita endet.

## Anschlussstellen (Interchange)
Chikugo-Ogōri (1) – Amagi (2) – Asakura (3) – Haki (4) – Amagase-Takatsuka (5) – Kusu (7) – Kokonoe (8) – Yufuin (9)

## Verlauf
Präfektur Saga
- Tosu

Präfektur Fukuoka
- Ogōri
- Tachiarai
- Asakura

Präfektur Ōita
- Hita
- Kusu
- Kokonoe
- Yufu
- Beppu
- Hiji